# Кононівка (Лубенський район)
Кононі́вка — село в Україні, у Лубенському районі Полтавської області. Населення становить 153 осіб. Колишній орган місцевого самоврядування — Вищебулатецька сільська рада.

## Географія
Село Кононівка знаходиться за 1 км від міста Лубни та села Чуднівці. По селу протікає пересихаючий струмок з загатою.

## Історія

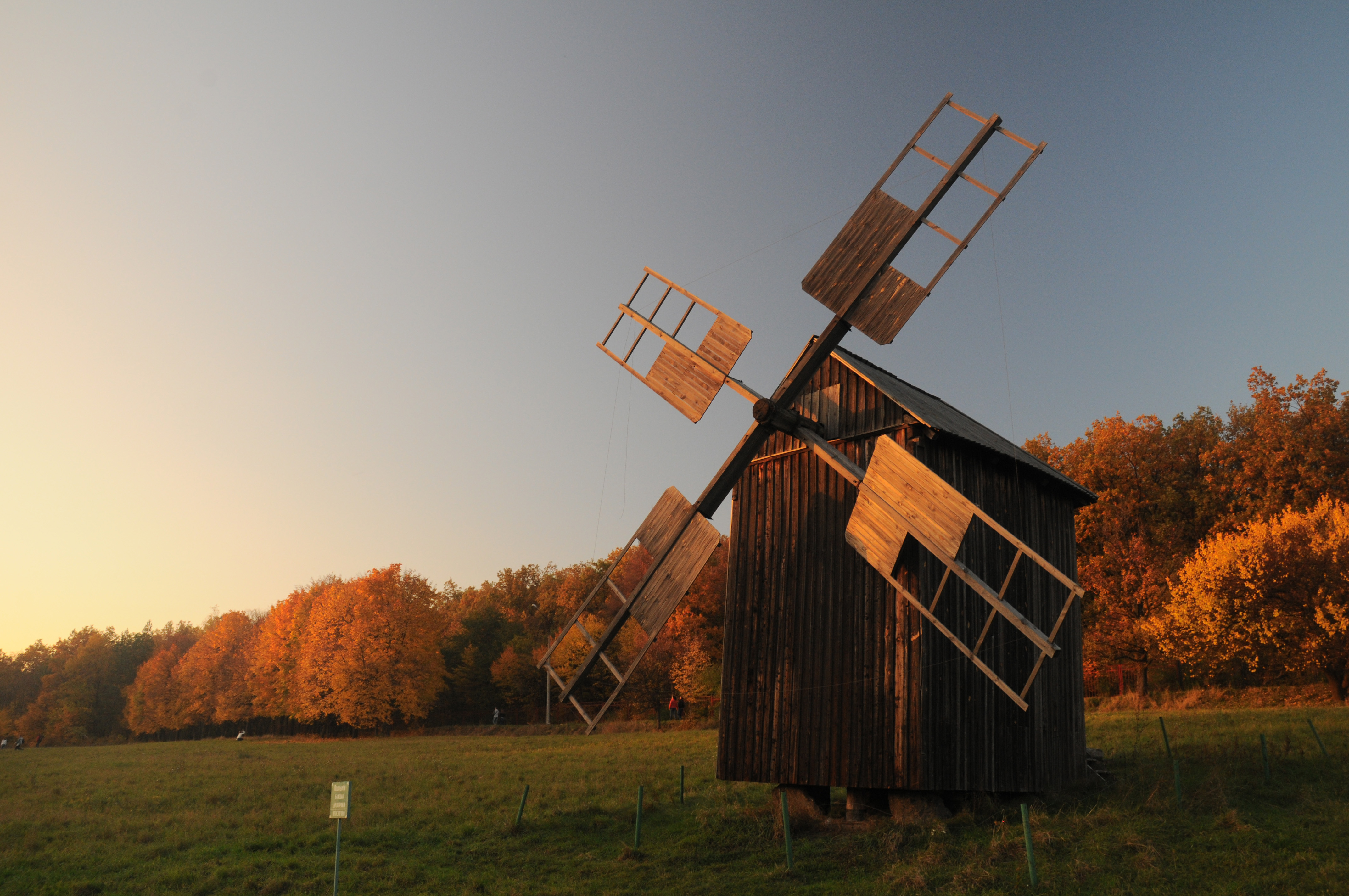
Вітряк із села перевезений до музею у Пирогові

За Гетьманщини село Кононівка входило до 2-ї Лубенської сотні Лубенського полку. 
Зі скасуванням полково-сотенного устрою на Лівобережній Україні село перейшло до Лубенського повіту Київського намісництва.
У ХІХ ст. село Кононівка перебувало у складі Лубенської волості Лубенського повіту Полтавської губернії.
Станом на 1946 рік до Кононівської сільської ради Лубенського району входив також хутір Скибин.
Пізніше село Кононівка перейде до Вищебулатецької сільської ради , яка 2016 році увійшла до Засульської сільської громади.
12 червня 2020 року, відповідно до розпорядження Кабінету Міністрів України № 721-р «Про визначення адміністративних центрів та затвердження територій територіальних громад Полтавської області», село увійшло до складу Лубенської міської громади.
19 липня 2020 року, в результаті адміністративно - територіальної реформи та ліквідації Лубенського району(1923-2020), село увійшло до складу новоутвореного Лубенського району.

### Голодомор 1933-34 років
Мешканці села Кононівка суттєво потерпали в часи примусової колективізації і, як наслідок, поменшало їх на третину, до цього слід додати ще й жертв Голодомору в 1932—1933 роках:
| - Гавриш Євдокія Никифорівна. - Гавриш Марія Никифорівна. - Кокошко Уляна. - Корнет Анастасія Михайлівна - Корнет Дарія Мануйлівна. - Корнієнко Анастасія Панасівна. - Корнієнко Варвара Никанорівна. - Корнієнко Василь Дмитрович. - Корнієнко Василь Іванович. - Корнієнко Василь Іванович. - Корнієнко Василь Никифорович. - Корнієнко Василь. - Корнієнко Галина Василівна. - Корнієнко Дмитро Федорович. | - Корнієнко Євдокія Потапівна. - Корнієнко Іван. - Корнієнко Марія Хомівна - Корнієнко Микита Никифорович. - Корнієнко Михайло Васильович. - Корнієнко Михайло. - Корнієнко Панас Миколайович. - Корнієнко Потап Федорович. - Корнієнко Сильвестр Мукеєвич. - Корнієнко Федір Миколайович. - Корчага Парасковія Григорівна. - Левченко Ганна (Калиниха). - Левченко Левко. - Макаренко Іван Остистович. - Півень Парасковія і їх 10 дітей. | - Півень Яків Стратонович. - Пронь Анастасія. - Пронь Євдокія. - Пронь Сафон. - Скиба Михайло Ісакович. - Сук Андрій Пантелеймонович. - Сук Іван Андрійович. - Сук Михайло Андрійович. - Сук Павло Пантелеймонович. - Тараненко Федір Никанорович. - Толочій Василь Григорович. - Толочій Григорій. - Толочій Павло Іванович. - Шаповал Анастасія. |

## Населення
Згідно з переписом УРСР 1989 року чисельність наявного населення села становила 267 осіб, з яких 113 чоловіків та 154 жінки.
За переписом населення України 2001 року в селі мешкало 159 осіб. 100 % населення вказало своєю рідною мовою українську мову.

## Відомі люди

### Уродженці
- Гоголь-Яновський Афанасій Дем'янович
- Левченко Федір Іванович — український ґрунтознавець, 1931 — професор.
- Ганка Бєліцька — польська актриса театру, кіно і кабаре.